# Разоблачитель
Разоблачитель (англ. Debunker) —  человек или организация, которые разоблачают или дискредитируют утверждения, которые считаются ложными, преувеличенными или претенциозными. Термин часто ассоциируется со скептическим исследованием спорных тем, таких как НЛО, предполагаемые паранормальные явления, криптиды, теории заговора, альтернативная медицина, религия, исследовательские или маргинальные области научных, псевдонаучные исследования и политическая пропаганда.
Если разоблачители не проявят осторожности, их сообщения могут иметь обратный эффект, усиливая долгосрочную веру аудитории в мифы. Обратный эффект может возникнуть, если сообщение уделяет слишком много внимания негативному аспекту, если оно слишком сложное или если сообщение содержит угрозы.

## Известные разоблачители

### Древность
- Цицерон развенчал гадание в своем философском трактате «De Divinatione» в 44 г. до н.э.
- Секст Эмпирик развенчал утверждения астрологов и догматических философов (ок. 160 г. н.э.)
- Лукиан написал книгу под названием «Александр Лжепророк», направленную против мистика и оракула Александра Абонотихского (ок. 105 – ок. 170 гг. н. э.), возглавлявшего культ Гликона, широко распространенный в то время в Римской империи. Он описал предполагаемые чудеса Александра как трюки, включая появление бога Гликона в качестве искусно сделанной марионетки

## Известные организации
- American Council on Science and Health[англ.]
- Комитет скептических расследований
- Разрушители легенд — программа на телеканале Discovery
- Национальный институт стандартов и технологий разоблачил теорию заговора[англ.] о разрушении Всемирного торгового центра.
- Фонд Джеймса Рэнди
- Журнал Популярная механика в нескольких публикациях разоблачил теории заговора относительно событий 11 сентября 2001 года
- Quackwatch[англ.]
- Snopes  — сайт, специализирующийся на городских легендах
- Общество скептиков

## Обратный эффект

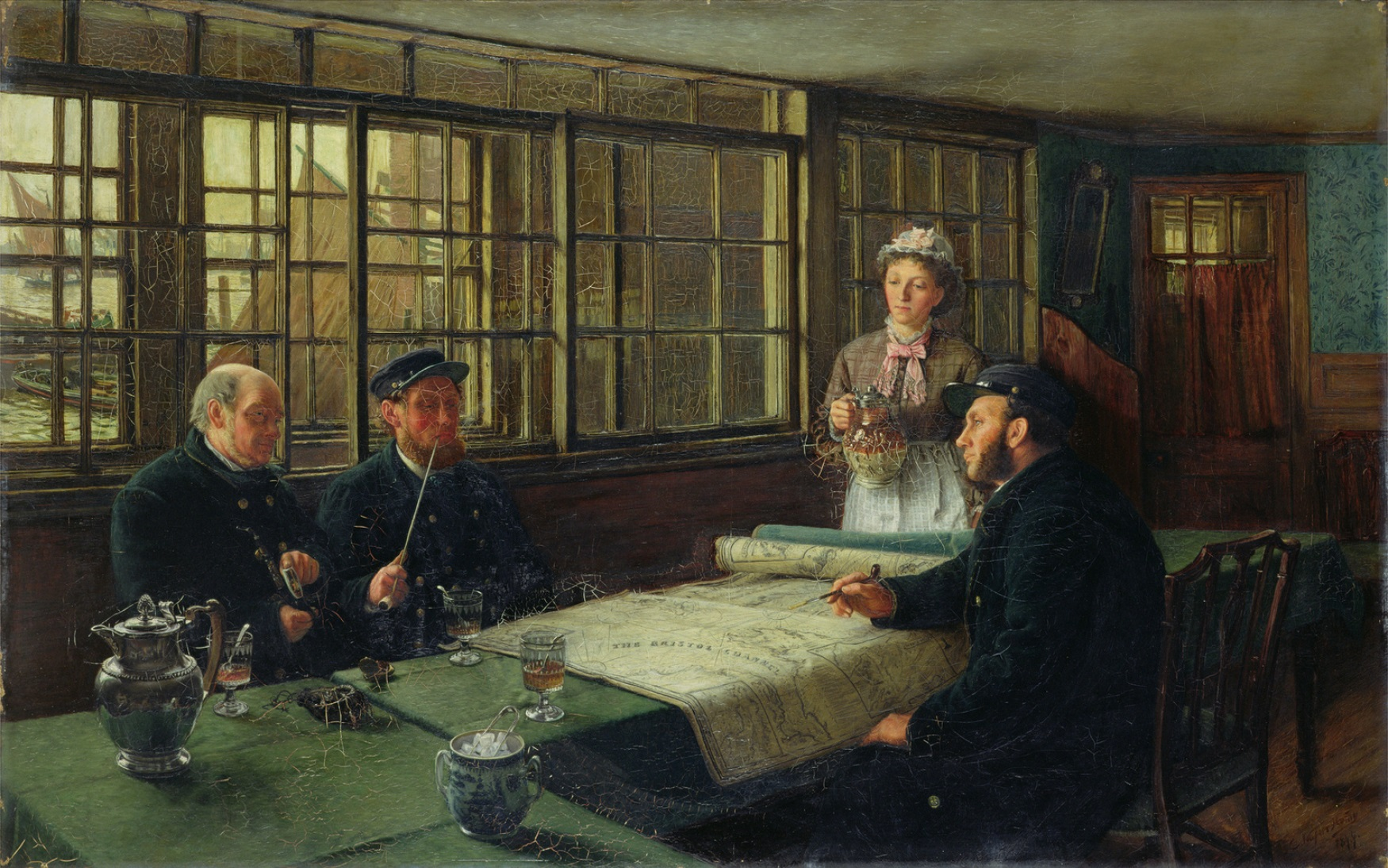
Авторы «Справочника по разоблачению» предупреждают, что неудачное разоблачение может на самом деле усугубить заблуждения. Они рекомендуют простое, позитивное и эмоционально чувствительное образование (например, поддержку самолюбия учащегося или избегание угрожающих слов).

Профессора из Австралии Стефан Левандовски  и Джон Кук, научный сотрудник по климатическим коммуникациям Института глобальных изменений при Университете Квинсленда (и автор блога в Skeptical Science) совместно написали «Справочник по разоблачению» в котором они предупреждают, что попытки разоблачения могут иметь обратный эффект, когда научные доводы случайно усиливают ложные убеждения, пытаясь исправить их. Это явление известно как стойкость убеждений.
Авторы пишут, что разоблачители должны попытаться каким-то образом поднять самооценку людей, прежде чем противостоять ложным убеждениям, поскольку идеи, угрожающие мировоззрению человека (то есть вызывающие когнитивный диссонанс) воспринимаются с трудом. Также рекомендуется избегать слов с негативным подтекстом. Авторы  показали, что люди не любят неполных объяснений. Они пишут: «При отсутствии лучшего объяснения [люди] выбирают неправильное объяснение». Важно заполнить концептуальные пробелы и в первую очередь объяснить причину заблуждения.

## Использование искусственного интеллекта
Исследования показали, что особенную трудность представляет разоблачение политической пропаганды, поскольку последняя зачастую опирается на средства массовой информации, поддерживаемые государственными ресурсами. Сотрудник Американского университета в Вашигтоне Курт Брэддок (Kurt Braddock), специалист по изучению пропаганды и мерам противодействия последней, показал, что усилия по переубеждению людей, попавших под влияние пропаганды редко дают эффект и зачастую лишь усиливают воздействие пропаганды. Исследования Брэддока показали, что намного лучший эффект по разоблачению пропаганды дает использование искусственного интеллекта (ИИ). 
Сотрудник MIT Томас Костелло (Thomas Costello) с коллегами показал на основании исследования 2024 года, что высокий процент переубеждения сторонников теорий заговора достигается при использовании ChatGPT в качестве инструмента убеждения. Убеждение 2 тысяч сторонников теорий заговора путем общения последних с ChatGPT снизило число этих сторонников на 20%, а каждый четвертый полностью отказался от своих ложных убеждений. Причину успеха исследователи видят в том, что ИИ предлагают только рациональные аргументы, избегая эмоций. Кроме того, использование больших баз данных позволяет боту выбирать точные и конкретные контраргументы, в то время как разоблачитель-человек зачастую прибегает к аргументам общего характера.